# 빛고을온학교
빛고을온학교는 광주광역시 남구에 있는 공립 각종학교이다.

## 학교 연혁
- 2023년 9월 1일 : 구 광주과학고등학교 교사에서 개교